# Дуб пана Василя
Дуб па́на Василя́ — ботанічна пам'ятка природи місцевого значення в Україні. Об'єкт розташований на території міста Дубно Рівненської області, на вулиці Зерова, 4. 
Площа — 0,0009 га, статус отриманий у 2018 році. 
Дуб звичайний розташований на території колишнього парку мисливської резиденції графині Шувалової, архітектурного комплекту XIX століття. Орієнтовний вік — понад 100 років. Обхват стовбура — 4 м.